# 安東·烏爾里希公爵美術館
安東·烏爾里希公爵美術館（德語：Herzog Anton Ulrich-Museum）是位於德國下薩克森州不倫瑞克的一座美術館。

## 历史
美術館創建於1754年，是歐洲歷史最久的美術館之一。收藏的展品大多來自安東烏爾里希公爵收藏的美術品。